# Nancy Dupree
Pour les articles homonymes, voir Dupree (homonymie).

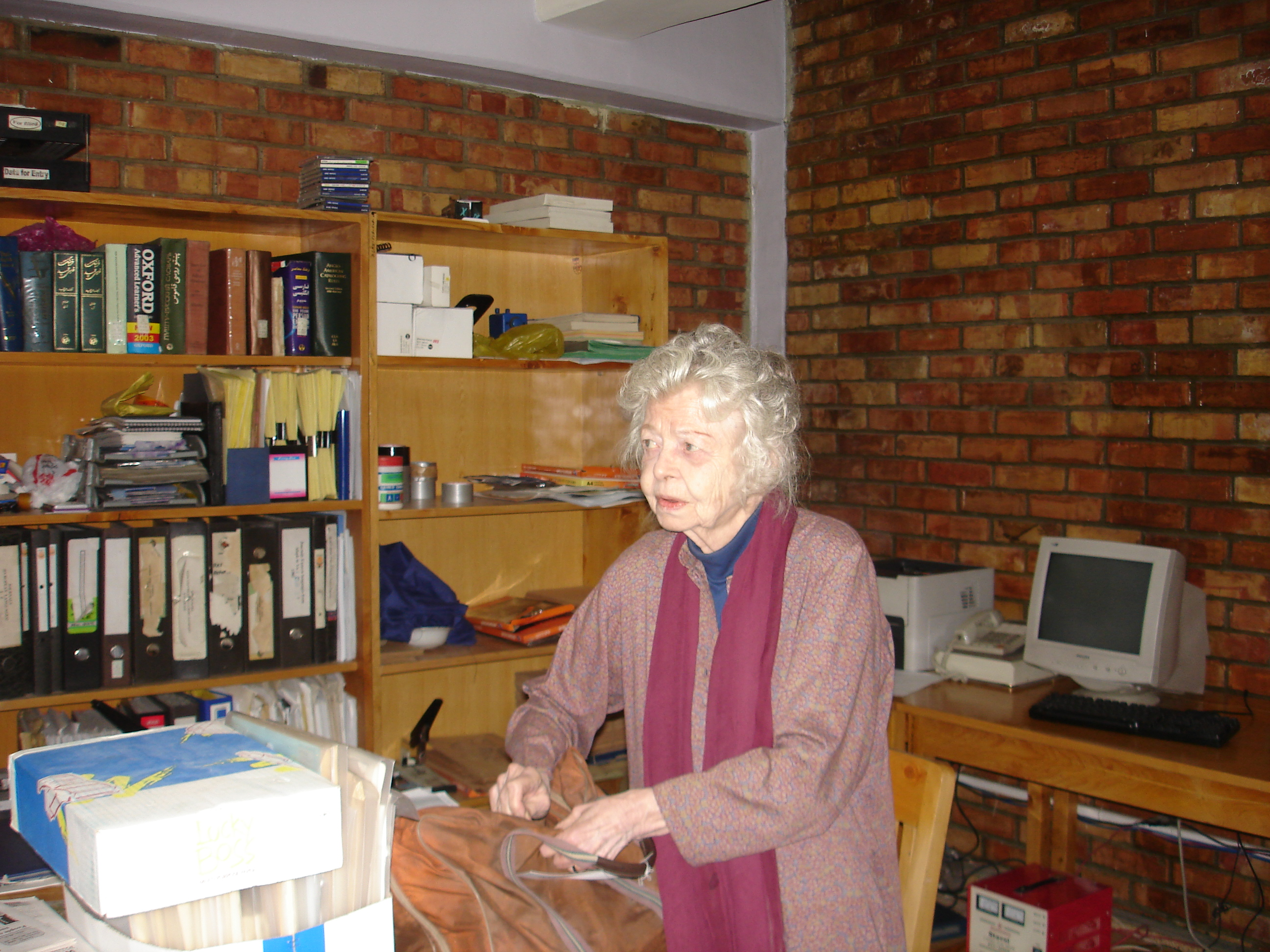
Nancy Dupree a été la directrice du centre afghan de l'université de Kaboul (ACKU) à partir de 1962.

Nancy Hatch Dupree, née à Cooperstown dans l'État de New York le 3 octobre 1927 et morte le 10 septembre 2017 à Kaboul (Afghanistan), est une archéologue et écrivain américaine, impliquée depuis les années 1950 dans le développement de l'Afghanistan. 
Elle a réalisé, avec son mari Louis Dupree, des travaux archéologiques, écrit des livres à vocation touristique, et conduit des programmes humanitaires.
Le livre édité en anglais en 1970 et intitulé An Historical Guide to Afghanistan (Guide historique de l'Afghanistan) et la version actualisée restent des références pour le touriste et le voyageur en Afghanistan.